# 森尼塞德 (喬治亞州)
森尼塞德（英語：Sunnyside）是位於美國喬治亞州韋爾縣的一個人口普查指定地區。

## 地理
森尼塞德的座標為31°14′13″N 84°20′22″W / 31.23694°N 84.33944°W，而該地最高點為海拔高度42米（即138英尺）。

## 人口
根據2010年美國人口普查的數據，森尼塞德的面積為3.80平方千米，當中陸地面積為3.70平方千米，而水域面積為0.10平方千米。當地共有人口1337人，而人口密度為每平方千米351人。